# Coupe du Mali de football

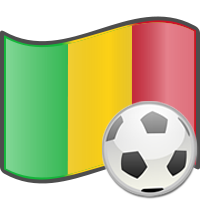
le drapeau du Mali et un ballon.

La Coupe du Mali de football a été créée en 1961.
La Coupe du Mali est la principale compétition nationale de football à élimination directe du Mali. Elle a été créée en 1961, peu après l’indépendance du pays. Le tournoi rassemble chaque année des clubs de toutes les divisions, ce qui donne parfois lieu à de grandes surprises, avec de petits clubs battant des équipes plus réputées.

## Palmarès
- 1961 : Stade malien 3-3 / 2-1 Djoliba AC
- 1962 : AS Real 7-1 Sonni AC (Gao)
- 1963 : Stade malien 6-3 Avenir (Ségou)
- 1964 : AS Real 4-3 ap Djoliba AC
- 1965 : Djoliba AC 5-1 Kayésienne
- 1966 : AS Real 0-0 / 2-0 Avenir (Ségou)
- 1967 : AS Real 4-1 US Sevaré
- 1968 : AS Real 1-0 Stade malien
- 1969 : AS Real 8-2 Africa Sports (Gao)
- 1970 : Stade malien 10-0 Kayésienne
- 1971 : Djoliba AC 4-0 Jeunesse Sportive (Ségou)
- 1972 : Stade malien 5-1 Avenir (Ségou)
- 1973 : Djoliba AC 1-1 1-0 AS Real
- 1974 : Djoliba AC 2-0 Cercle Olympique
- 1975 : Djoliba AC 1-1 1-0 Stade malien
- 1976 : Djoliba AC 0-0 3-0 Avenir (Ségou)
- 1977 : Djoliba AC 6-1 Débo Club (Mopti)
- 1978 : Djoliba AC 1-1 / 2-1 AS Real
- 1979 : Djoliba AC 3-1 ap Stade malien
- 1980 : AS Real 1-0 Djoliba AC
- 1981 : Djoliba AC 1-0 AS Real
- 1982 : Stade malien 4-2 ap AS Biton (Ségou)
- 1983 : Djoliba AC 1-0 Stade malien
- 1984 : Stade malien 3-1 Djoliba AC
- 1985 : Stade malien 4-2 Djoliba AC
- 1986 : Stade malien 1-1 / 2-1 Djoliba AC
- 1987 : AS Sigui Kayes 2-1 AS Real Bamako
- 1988 : Stade malien 3-1 Djoliba AC
- 1989 : AS Real Bamako 2-0 Djoliba AC
- 1990 : Stade malien 1-0 Djoliba AC
- 1991 : AS Real Bamako 2-1 AS Mandé Bamako
- 1992 : Stade malien 1-1 / 1-0 AS Real Bamako
- 1993 : Djoliba AC 4-0 USFAS Bamako
- 1994 : Stade malien 2-0 ap AS Nianan
- 1995 : Stade malien 1-0 Union sportive des forces armées et de sécurité de Bamako USFAS de Bamako
- 1996 : Djoliba AC 2-1 AS Real Bamako
- 1997 : Stade malien 2-1 AS Real Bamako
- 1998 : Djoliba AC 1-0 ap Stade malien
- 1999 : Stade malien 1-0 AS Nianan
- 2000 : Club Olympique de Bamako 1-0 Stade malien
- 2001 : Stade malien 5-0 Mamahira AC (Kati)
- 2002 : Club Olympique de Bamako 2-1 Stade malien
- 2003 : Djoliba AC 2-1 ap AS Tata National (Sikasso)
- 2004 : Djoliba AC 2-0 AS Nianan (Koulikoro)
- 2005 : AS Bamako 1-1 (tab 5-4) Djoliba AC
- 2006 : Stade malien 2-1 AS Bamako
- 2007 : Djoliba AC 2-0 AS Bakaridjan
- 2008 : Djoliba AC 2-0 Cercle Olympique
- 2009 : Djoliba AC 1-0 Stade malien
- 2010 : AS Real 1-0 Centre Salif-Keita
- 2011 : Club Olympique de Bamako 2-1 ap Stade malien
- 2012 : US Bougouni 2-1 AS Onze Créateurs de Niaréla
- 2013 : Stade malien 1-0 Djoliba AC
- 2014 : AS Onze Créateurs de Niaréla 1-0 Djoliba AC
- 2015 : Stade malien 2-1 AS Onze Créateurs de Niaréla
- 2016 : AS Onze Créateurs de Niaréla  0-0 (tab 7-6) USFAS Bamako
- 2017 : Non disputée
- 2018 : Stade malien 2-1 Djoliba AC
- 2019 : Non tenue
- 2020 : Coupe abandonnée
- 2021 : Stade malien 3-2 Binga FC
- 2022 : Djoliba AC 2-0 AS Real
- 2023 : Stade malien 1-0 AS Onze Créateurs de Niaréla
- 2024 : Stade malien 4-0 Afrique Foot Elite

## Performances par club
| Club                         | Titres |
| ---------------------------- | ------ |
| Stade malien                 | 23     |
| Djoliba AC                   | 20     |
| AS Real Bamako               | 10     |
| Club Olympique de Bamako     | 3      |
| AS Onze Créateurs de Niaréla | 2      |
| US Bougouni                  | 1      |
| AS Bamako                    | 1      |
|                              |        |
| AS Sigui Kayes               | 1      |